# Staufenberg, Göttingen
Staufenberg là đô thị cực nam của huyện Göttingen, và của bang Niedersachsen, Đức. Đô thị này có diện tích 77,55 km². Đô thị Satufenberg nằm ở phía đông của sông Fulda, cự ly khoảng 6 km về phía nam của Hannoversch Münden, và 12 km về phía đông bắc của Kassel. Cơ quan hành chính ở làng Landwehrhagen.